# Halina Mlynková
Halina Mlynková (Třinec, 20 aprile 1986) è una cantante ceca naturalizzata polacca.

## Biografia
Laureata in Etnologia all'Università Jagellonica e diplomata alla Scuola di Jazz e Musica Popolare di Cracovia, Halina Mlynková è salita alla ribalta come cantante del gruppo folk Brathanki, con cui ha pubblicato due album: Ano! (2000) e Patataj (2001). Nel 2003 ha lasciato il gruppo per motivi personali, e si è presa alcuni anni lontano dai riflettori per occuparsi di suo figlio appena nato.
Nel 2011 ha pubblicato il suo primo album come solista, Etnoteka, che ha debuttato alla 48ª posizione della classifica polacca, seguito due anni dopo dal secondo album, Po drugiej stronie lustra. Nel 2014 ha partecipato al festival della musica polacca di Opole, vincendo il premio SuperPremiery e il premio della stampa. Ha cantato nuovamente al festival l'anno successivo.
Il suo terzo album in studio, Życia mi mało, è uscito nel 2016 e si è rivelato il suo migliore successo commerciale, piazzandosi 29º in classifica. Nel 2019 ha cantato al Festival internazionale della canzone di Sopot insieme ai Brathanki, riunendosi con il gruppo per la prima volta dopo sedici anni.

## Discografia

### Album in studio
- 2011 – Etnoteka
- 2013 – Po drugiej stronie lustra
- 2016 – Życia mi mało

### Singoli
- 2011 – Kobieta z moich snów
- 2012 – Dziwogóra
- 2012 – Podejrzani zakochani (con Krzysztof Kiljański)
- 2013 – Aż do dna
- 2014 – Ostatni raz
- 2014 – Uśmiech malucha
- 2014 – Choinki tulą się do ludzi
- 2012 – Zabiorę Cię
- 2012 – Kawa
- 2012 – Mówisz mi

## Teatro
- Życie jest sceną. Teatr„Sabat di Varsavia (2009)
- Édith i Marlene, regia di Márta Mészáros. Teatr Polski di Varsavia (2013)